# Гузій Анатолій Ількович
Анатолій Ількович Гузій (нар. 7 січня 1957 року село Підгайчики Самбірського району Львівської області — пом.22 грудня 2018, м. Житомир) — академік Лісівничої академії наук України, завідувач кафедри експлуатації лісових ресурсів Житомирського національного агроекологічного університету, доктор сільськогосподарських наук, професор.

## Біографія
Народився 7 січня 1957 року в селі Підгайчики Самбірського району Львівської області. Закінчив Лубенський лісовий технікум у 1977 р., Львівський лісотехнічний інститут (тепер Національний лісотехнічний університет України, м. Львів) у 1985 р. Спеціальність — «Лісове господарство», кваліфікація — «Інженер лісового господарства».
Кандидат сільськогосподарських наук за спеціальністю 03.00.16 — екологія (1992 р.) та доктор сільськогосподарських наук за спеціальність 06.03.03 — лісознавство і лісівництво (2003 р.). Вчене звання професора отримав у 2006 р. по кафедрі лісівництва, лісових культур і таксації ВДНЗ «Державний агроекологічний університет» (тепер — Житомирський національний агроекологічний університет, м. Житомир).
Гузій А. І. у 1977—1984 рр. працював помічником лісничого, лісничим, старшим інженером Старо-Самбірського державного лісового господарства (Львівська область). В період 1984—1988 рр. — молодший науковий співробітник Карпатського біосферного заповідника, в 1989—2002 рр. — старший науковий співробітник, заступник директора з наукової роботи природного заповідника «Розточчя», асистент кафедри лісівництва Українського державного лісотехнічного університету (тепер — Національний лісотехнічний університет України, м. Львів). В період 2002—2003 рр. — доцент, професор кафедри лісівництва НАУ (тепер — Національний університет біоресурсів і природокористування України, м. Київ), в 2003—2005 рр. — професор кафедри лісівництва, лісових культур і таксації Житомирського національного агроекологічного університету, а з 2005 р. — завідувач кафедри експлуатації лісових ресурсів цього ж університету.

## Наукова та педагогічна діяльність
Професор Гузій А. І. готував спеціалістів за напрямом «Лісове господарство» та напрямом «Екологія та охорона навколишнього середовища». Викладав такі навчальні дисципліни: «Біологія лісових звірів і птахів», «Лісове мисливствознавство», «Лісова ентомологія», «Заповідна справа». Основні напрямки проведення наукових досліджень вченого — зоогеографія, лісова зоологія, орнітологія, мисливствознавство.
Організатор численних наукових міжнародних конференцій з проблем лісового та лісомисливського господарства. За їх результатами професором Гузієм А. І. підготовлені та видані збірники науково-технічних праць. Вчений заснував Всеукраїнську орнітологічну школу з обліку птахів.
Анатолій Гузій був головою методичної комісії Житомирського національного агроекологічного університету, членом Західноукраїнського орнітологічного товариства, Українського товариства охорони птахів, координатором ІВА-програми (виявлення та обстеження територій, важливих для збереження видового різноманіття), членом робочої групи з питань добровільної лісової сертифікації в Україні. Заснував і видав перші випуски двох Всеукраїнських збірників науково-технічних праць («Облік птахів: підходи, методика, результати» та «Природа Розточчя»).
Вчений має понад 200 публікацій, в тому числі навчально-методичні розробки, монографії, наукові статті. Основними з них є наступні:
- Гузій А. І. Фауна і населення хребетних Західного регіону України. — К., 1997. — Т. 1. «Розточчя». — 147 с.
- Гузій А. І. Просторово-типологічна організація населення птахів лісостанів західного регіону України. — Житомир: Волинь, 2006. — 448 с.
- Гузій А. І., Гриб С. Ф., Турко В. М. Словник-довідник з лісової генетики, селекції та насінництва — Житомир, 2008. — 160 с.
- Гузій А. І. Курс лекцій з дисципліни «Лісова ентомологія» (для студентів, які навчаються за спеціальностями «Лісове господарство», «Екологія та охорона навколишнього середовища». — Житомир: ДАУ, 2006. — 105 с.
- Гузій А. І., Бабіч О. Г., Тищенко В. М. Біологія лісових звірів і птахів. Програма… — К.: Аграрна освіта, 2005. — 14 с.

Професор Гузій А. І. видав значну кількість методичної літератури, розробив багато навчальних програм з освітньо-кваліфікаційного рівня «Бакалавр» спеціальностей «Лісове господарство» та «Екологія і охорона навколишнього середовища».
Аспірантуру веде з 2003 року. Під його керівництвом захищено одну кандидатську дисертацію. Гузій А. І. — член науко-во-технічної Ради Поліського природного заповідника, національного природного парку «Голосіївський», член спеціалізованої вченої ради із захисту кандидатських і докторських дисертацій (Національний університет біоресурсів і природокористування України України, м. Київ).

## Нагороди
Рішенням колегії Міністерства агрополітики України професор Гузій А. І. нагороджений трудовою відзнакою «Знак пошани».